# エドモン・ボードワン
エドモン・ボードワン（Edmond Baudoin、1942年4月23日 - ）は、フランスのバンド・デシネ作家(漫画家)である。ボードァンと表記されることもある。

## 経歴
終戦後に寒村で育ち、少年時代を兄と絵を描いて過ごす。家計の苦しさのため勉学を諦め会計の仕事をしていたが、1960年代よりバンド・デシネの原作を手掛けるようになり、「ピロット」(Pilote)、「ア・シュイーヴル」(À Suivre)、「エコー・デ・サヴァンヌ」(L'Écho des Savanes)などの雑誌に作品を発表するようになる。1981年に処女作『文明』で本格的にバンド・デシネ作家としてのキャリアをスタートさせ、同年に発表した『セメントの道』でデビュー。1992年に『クマ・アコ』でアングレーム国際漫画祭 最優秀作品賞を受賞。1995年に講談社の漫画誌「モーニング」にて『旅』を連載し、1997年に同作でアングレーム国際漫画祭の最優秀脚本賞を受賞する。画家としてのキャリアもあり、1999年から2003年の間、カナダのケベック大学ウタウエ校で美術講師を務めていた。近年は若手の漫画家ダビッド・ベーらが共同で設立した独立系出版社ラソシアシオン(L'Association)から作品を発表している。

## 作品の特徴
作品の多くは大胆な筆の線で描かれ、会話の少ない独特の話運びがなされている。

## 作品

### 1980年代
- 文明(Civilisation、1981年)
- セメントの道(Les Sentiers Cimentés、1981年)
- 時間を過ごす(Passe le Temps、1982年)
- トカゲの皮(La Peau du Lézard、1983年)
- Un Flip Coca(1984年)
- ビュッフェの前で踊れ(La Danse Devant le Buffet、フランク・ペ（英語版）原作、1985年)
- 指名手配(Avis de Recherche、フランク・ペ原作、1985年)
- 唇にルビー(Un Rubis sur les Lèvres、1986年)
- 最初の旅(Le Premier Voyage、1987年)
- 影絵芝居(Théâtre d'Ombres、1987年)
- 交差点(La Croisée、1988年)

### 1990年代
- クマ・アコ[2](Couma Acò、1991年)
- カルラ(Carla、ジャック・ロブ原作、1993年)
- アッベ・ピエールの挑戦(Abbé Pierre, le Défi、1994年)
- 画家の死(La Mort du Peintre、1995年)
- 塵の賞賛(Éloge de la Poussière、1995年)
- メイド・イン・U.S.(Made in U.S.、1995年)
- ラヒッド(Rachid、1995年)
- 荒れ地(Terrains Vagues、1996年)
- マット(Mat、1996年)
- 旅(仏題:Le Voyage、1996年)
- ファゴットの裏側(Derrière les Fagots、1996年)
- ララン(Lalin、ジャン＝リュック・ソヴェイゴ原作、1997年)
- Nam(1998年)
- Véro(1998年)
- Piero(1998年)
- 鳥への道(Le Chemin aux Oiseaux、ナディーヌ・ブリュン＝コスメ原作、1999年)
- ニース風サラダ(Salade Niçoise、1999年)
- はかない物語(Chroniques de l'Éphémère、1999年)

### 2000年代
- 4つの大河(Les Quatre Fleuves、フレッド・ヴァルガ原作、2001年)
- サン・ジャンの道(Le Chemin de Saint-Jean、2002年)
- デッサンの問い(Questions de Dessin、2002年)
- 壁の目(Les Yeux dans le Mur、セリーヌ・ワグネル原作、2003年)
- アラウカリア チリの手帳(Araucaria Carnets du Chili、2004年)
- クジラの歌(Le Chant des Baleines、2005年)
- デッサンの音楽(La Musique du Dessin、2005年)
- エスピニョル(L'Espignole、2006年)
- パッチワーク(Patchwork、2006年)
- 巨大猿の忍耐(La Patience du Grand Singe、セリーヌ・ワグネル原作、2006年)
- ワイパー(Les Essuie-Glaces、2005年)
- コート・ブルーの小さな列車(Le Petit Train de la Côte Bleue、2007年)
- ロベルト(Roberto、2007年)
- 異性装者[3](Travesti、2007年)
- アルレリ(L'Arleri、2008年)
- 他者の眼差し(Le Regard des Autres、ボードワン原作、マルタン・バルセル作画、2009年)
- アマトラン(Amatlan、2009年)
- コーパス・ソング(Corpus Song、2009年)

### 2010年代
- スポンジ売り(Le Marchand d'Éponges、2010年)
- ノヴェラ クロッケーの歴史(Novella: Histoires Croquées、ヴァンサン・ヴァノリとニルソとの共作、2010年)
- ロバの皮(Peau d'Âne、シャルル・ペロー原作、2010年)
- オリーヴの香り(Le Parfum des Olives、ユーグ・ボードワン作、2010年)
- 君は死なない(Tu Ne Mourras Pas、ベネディクト・アイム作、2011年)
- 人生万歳 シウダード・フアレスの夢(Viva La Vida: Los Sueños de Ciudad Juarez、2011年)
- ダリ(Dalí、2012年)
- シッティング・ブルの子供(Les Enfants de Sitting Bull、2013年)
- ナポリの歌(Une Chanson Napolitaine、クリスチャン・シャリエとの共作、2013年)
- 色を生み出す3つの手順(Trois Pas Vers la Couleur、2013年)
- 大地の味(Le Goût de la Terre、2013年)
- 風(Vent、2014年)
- めまい(Le Vertige、フレデリック・ドゥボミ作、2014年)
- 月の夢想家―歴史を変えた4人の天才(Les Rêveurs Lunaires: Quatre Génies qui ont Changé l'Histoire、セドリック・ヴァラニ作、2015年)
- 私は狙撃手だった(J'ai été Sniper、2016年)

## 受賞歴
- 1992年 - アングレーム国際漫画祭 最優秀作品賞受賞『クマ・アコ』
- 1997年 - アングレーム国際漫画祭 最優秀脚本賞受賞『旅』
- 2001年 - アングレーム国際漫画祭 最優秀脚本賞受賞『4つの大河』

## 日本での出版
- 『旅』(長谷川たかこ訳、講談社、1995年、ISBN 4063196046)※絶版